# فهرست آثار لودویگ فان بتهوون

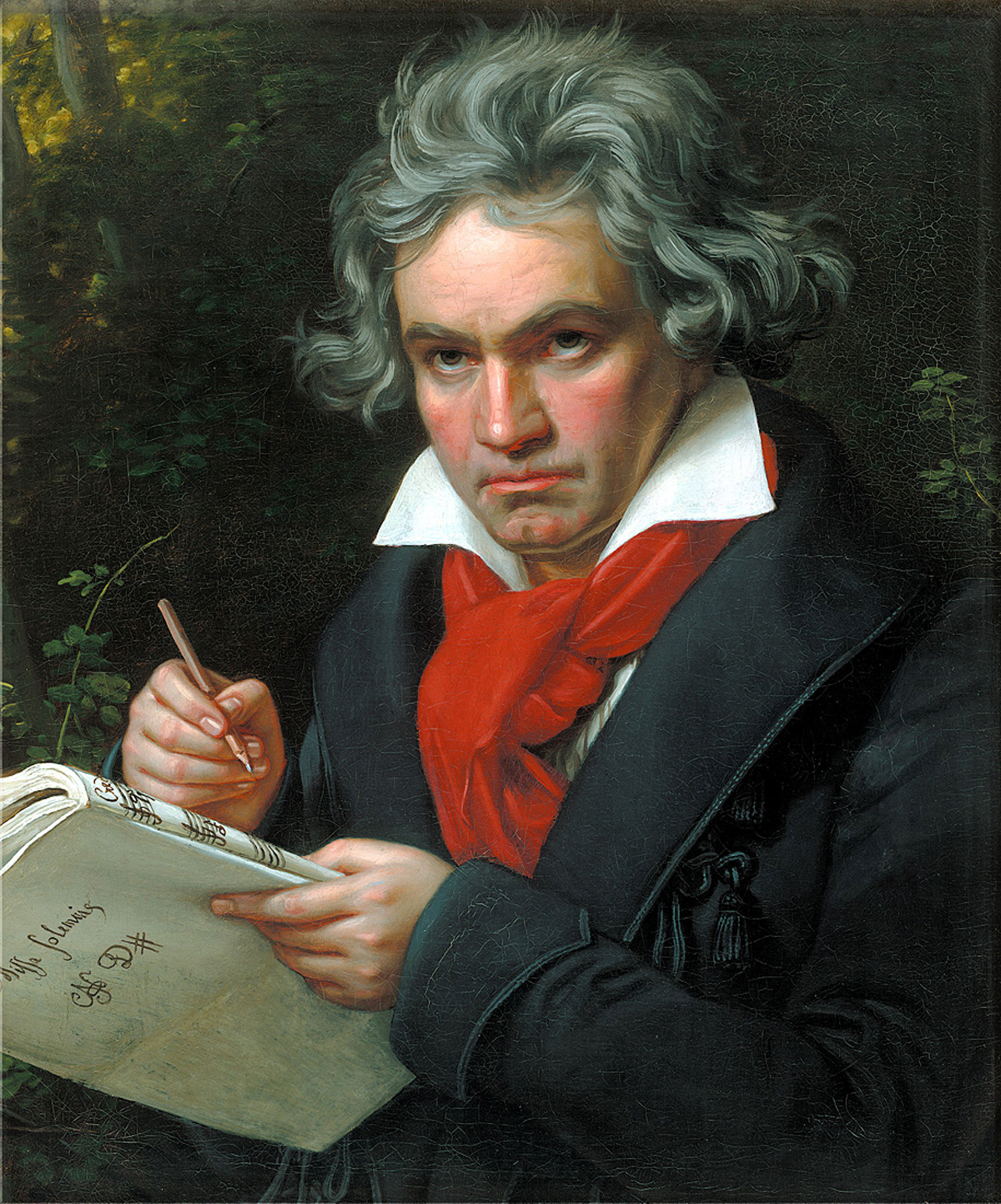
پرترهٔ بتهوون، اثر یوزف کارل اشتیلر، ۱۸۲۰

فهرست آثار لودویگ فان بتهوون آثار موسیقاییِ لودویگ فان بتهوون (۱۷۷۰–۱۸۲۷)، آهنگساز بزرگ آلمانیِ دورهٔ کلاسیک و رمانتیک، هم بر اساس ژانر و هم بر مبنای شماره طبقه‌بندی می‌شود.
رایج‌ترین روش‌های شماره‌گذاری و طبقه‌بندی آثار بتهوون بر اساس شمارهٔ اُپوس همراه با ذکرِ نام و ژانرِ اثر است که توسط ناشران آثار آهنگساز در طول زندگی او تعیین شده‌است. برای مثال، از کوارتت زهیِ شماره ۱۴، که به‌عنوان اُپوس ۱۳۱ منتشر شده‌است، به دو شکل یاد می‌شود: «کوارتت زهی شماره ۱۴» و «کوارتت زهی اپوس ۱۳۱».
بسیاری از آثار منتشرنشدهٔ بتهوون یا آن دسته از آثار او که فاقد شمارهٔ اپوس‌اند، با «وو (بتهوون)" "WoO" (مخففِ عبارتِ آلمانیِ Werke ohne Opuszahl به‌معنی «آثارِ بدون عدد») یا "Anh" (مخففِ واژهٔ آلمانیِ "Anhang" به‌معنی «پیوست و ضمیمه») نام برده می‌شوند. به‌عنوان مثال، قطعهٔ کوتاهِ برای اِلیزه (به آلمانی: Für Elise)، که بتهوون برای پیانو نوشته‌است، غالباً به‌عنوان باگاتِل (bagatelle) شناخته می‌شود، و در فهرست‌ها و همراه ذکر مشخصات، این‌گونه از آن یاد می‌کنند: «باگاتل در لا مینور، وو ۵۹». بعضی آثارِ بتهوون نیز معمولاً با نام‌های مستعارِ آنها نام برده می‌شوند؛ مثال: «سونات کرویتزِر»، که نام مستعارِ سونات ویولن شماره ۹ است. همچنین، «سمفونی حماسه» یا «سمفونی قهرمانی» یا «سمفونی اروئیکا»، که به سمفونی شماره ۳ آهنگساز گفته می‌شود.
فهرست‌های آثار بتهوون، همهٔ شناسه‌های مربوط را دربرمی‌گیرند. البته فهرست‌های دیگر نیز برای آثار او تهیه شده‌است؛ اما آنچه معرفی شد، عمومیت دارد و در فهرستِ حاضر نیز مبنا را بر همان فهرست‌های رایج و معمول قرار داده‌ایم. سال‌های درونِ پرانتز نشان‌دهندهٔ تاریخِ تصنیف یا انتشارِ آثار است.

## آثار ارکستری

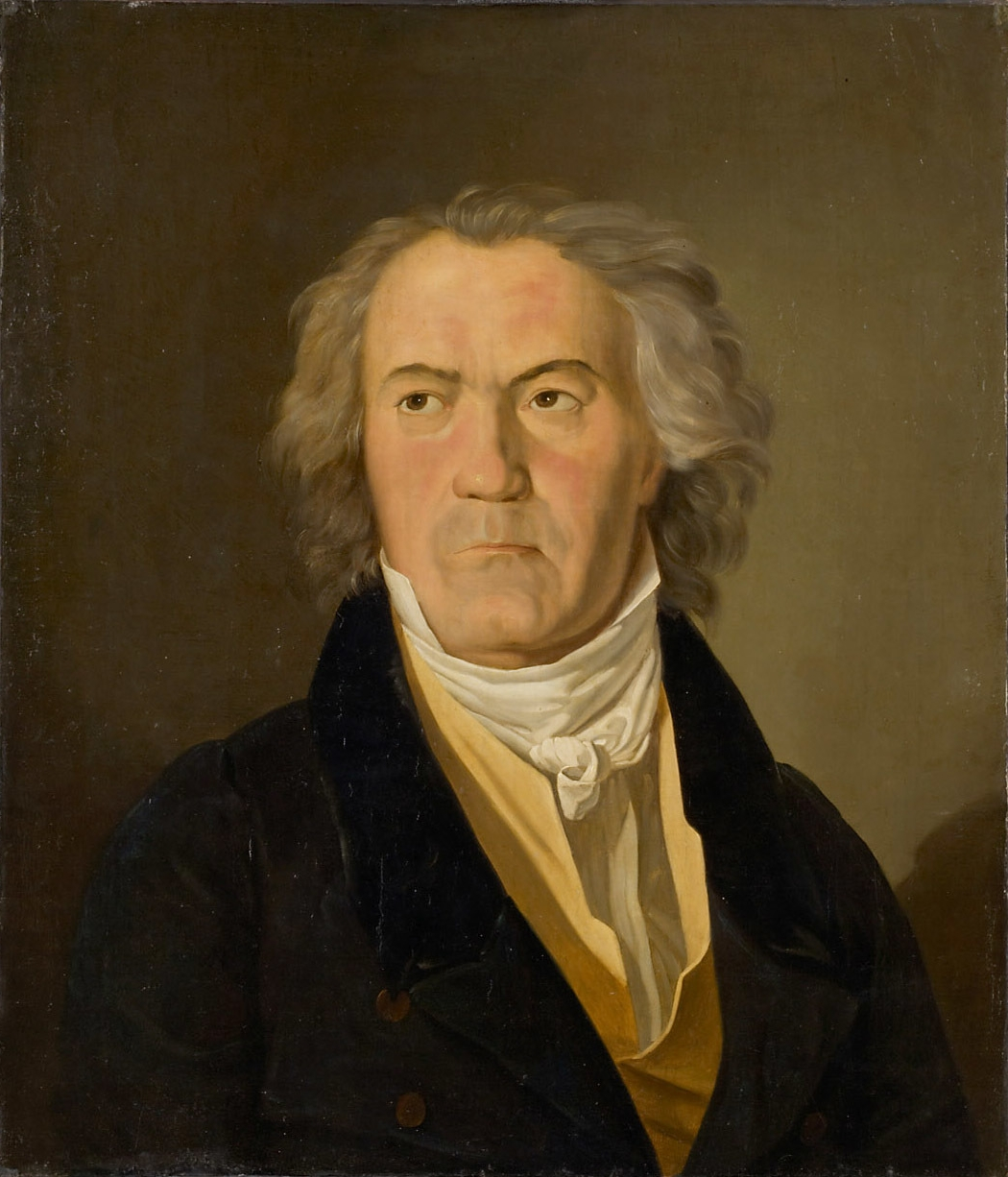
پرتره‌ای از بتهوون، اثرِ ، ۱۸۲۳

بتهوون ۹ سمفونی، ۹ کنسرتو، و شماری آثار ارکستریِ دیگر، ازجمله اوورتور، موسیقی صحنه برای آثار تئاتری، و تعدادی آثار متفرقه تصنیف کرد.
از میان کنسرتوها، ۷ تا به‌طور کامل شناخته‌شده‌اند: یک کنسرتو ویولن، پنج کنسرتو پیانو، و یک تریپل کنسرتو برای ویولن، پیانو، و ویولنسل (به همراه ارکستر).
بتهوون دو کنسرتوی دیگر نیز نوشته‌است: یک کنسرتو پیانو (وو ۴)، که از آثار اولیهٔ اوست، و یک تنظیم از کنسرتو ویولن (اپوس ۶۱) برای پیانو و ارکستر (اپوس ۶۱-الف).

### سمفونی‌ها
- اپوس ۲۱: سمفونی شماره ۱ در دو ماژور (۱۷۹۹–۱۸۰۰، اجرا: ۱۸۰۰)
- اپوس ۳۶: سمفونی شماره ۲ در رِ ماژور (۱۸۰۱–۱۸۰۲، اجرا: ۱۸۰۳)
- اپوس ۵۵: سمفونی شماره ۳ در می بِمُل ماژور (حماسه/ قهرمانی/ اِروئیکا) (۱۸۰۳/۱۸۰۴، اجرا: ۱۸۰۵)
- اپوس ۶۰: سمفونی شماره ۴ در سی بِمُل ماژور (۱۸۰۶، اجرا: ۱۸۰۷)
- اپوس ۶۷: سمفونی شماره ۵ در دو مینور (سرنوشت) (۱۸۰۴–۱۸۰۸، اجرا: ۱۸۰۸)
- اپوس ۶۸: سمفونی شماره ۶ در فا ماژور (چوپانی/ شبانی/ پاستورال) (۱۸۰۴–۱۸۰۸، اجرا: ۱۸۰۸)
- اپوس ۹۲: سمفونی شماره ۷ در لا ماژور (۱۸۱۱–۱۸۱۲، اجرا: ۱۸۱۳)
- اپوس ۹۳: سمفونی شماره ۸ در فا ماژور (۱۸۱۲، اجرا: ۱۸۱۴)
- اپوس ۱۲۵: سمفونی شماره ۹ در رِ مینور (آوازی/ کُرال/ کورال) (۱۸۱۷–۱۸۲۴، اجرا: ۱۸۲۴)
- هِس ۲۹۸: سمفونی در دو مینور (۱۷۹۱/۱۷۹۳، ناقص)

همچنین، یک سمفونی ناقص موسوم به سمفونی شماره ۱۰ به بتهوون منسوب است. بَری کوپر، بتهوون‌شناس و پژوهشگر موسیقی، آن را از خلالِ یادداشت‌ها و طرح‌های اواخر عمرِ بتهوون بازیابی کرده، معتقد است که آهنگساز، در واپسین سالِ زندگی‌اش قصدِ تکمیلِ آن را داشته‌است.

### کنسرتوها
- وو ۴: کنسرتو پیانو شماره ۰ در می بمل ماژور (۱۷۸۴)
- اپوس ۱۵: کنسرتو پیانو شماره ۱ در دو ماژور (۱۷۹۶–۱۷۹۷)
- اپوس ۱۹: کنسرتو پیانو شماره ۲ در سی بمل ماژور (موومان‌های اول و دوم: ۱۷۸۷–۱۷۸۹، موومان سوم: ۱۷۹۵)
- اپوس ۳۷: کنسرتو پیانو شماره ۳ در دو مینور (۱۸۰۰–۱۸۰۱)
- اپوس ۵۶: تریپل کنسرتو برای ویولن، ویولنسل، پیانو، و ارکستر در دو ماژور (۱۸۰۳)
- اپوس ۵۸: کنسرتو پیانو شماره ۴ در سُل ماژور (۱۸۰۵–۱۸۰۶)
- اپوس ۶۱: کنسرتو ویولن در رِ ماژور (۱۸۰۶)
- اپوس ۶۱-الف: کنسرتو اپوس ۶۱-الف، تنظیم برای پیانو در رِ ماژور
- اپوس ۷۳: کنسرتو پیانو شماره ۵ در می بِمُل ماژور (امپراتور) (۱۸۰۹–۱۸۱۰)
- هِس ۱۳: رُمانس در می مینور برای ۳ تک‌نواز و ارکستر
- هِس ۱۵: کنسرتو پیانو شماره ۶ در رِ ماژور (ناتمام؛ نسخهٔ اجراشده، کامل‌شده توسط نیکلاس کوک)[۱]‏ (۱۸۱۵)
- پیوستِ ۷ (Anh. 7): کنسرتو پیانو (آلگرو) در رِ ماژور (تنها موومانِ اول) (احتمالاً جعلی؛ برخی معتقدند که این اثر، موومانِ گم‌شده‌ای از یک کنسرتو پیانو از یوهان یوزف روسلِر، آهنگسازِ بوهِمی (۱۷۷۱–۱۸۱۳) باشد)

### سایر آثار برایتک‌نوازو ارکستر
- وو ۶: روندو برای پیانو و ارکستر در سی بِمُل ماژور (۱۷۹۳)
- اپوس ۴۰: رمانس شماره ۱ برای ویولن و ارکستر در سُل ماژور (۱۸۰۲)
- اپوس ۵۰: رمانس شماره ۲ برای ویولن و ارکستر در فا ماژور (۱۷۹۸)
- اپوس ۸۰: فانتزیِ آوازی (کورال فانتزی) (فانتزی در دو مینور برای پیانو، هم‌سرایان، و ارکستر) (۱۸۰۸)
- هِس ۱۲: کنسرتو اُبوا در فا (ناقص)

### اوورتورها و قطعات موسیقی صحنه
- اپوس ۴۳: آفریدگانِ پرومتئوس، اوورتور و موسیقی باله (۱۸۰۱)
- اپوس ۶۲: اوورتورِ کوریولان (۱۸۰۷)
- اوورتورهایی برای اپرای فیدلیو، اپوس ۷۲:

- اپوس ۱۳۸: اوورتورِ لِئونور «شماره ۱» در دو ماژور (۱۸۰۷)
- اپوس ۷۲: اوورتورِ لِئونور «شماره ۲» در دو ماژور (۱۸۰۵)
- اپوس ۷۲-الف: اوورتورِ لِئونور «شماره ۳» در دو ماژور (۱۸۰۶)
- اپوس ۷۲-ب: اوورتورِ فیدلیو در می ماژور (۱۸۱۴)

- اپوس ۸۴: اِگمونت، اوورتور و موسیقی صحنه (۱۸۱۰)
- اپوس ۹۱: اوورتورِ پیروزی ولینگتون («سمفونی نبرد») (۱۸۱۳)
- اپوس ۱۱۳: خرابه‌های آتن، اوورتور و موسیقی صحنه (۱۸۱۱)
- اپوس ۱۱۵: اوورتورِ جشن نام‌گذاری (۱۸۱۵)
- اپوس ۱۱۷: شاه اشتفان، اوورتور و موسیقی صحنه (۱۸۱۱)
- اپوس ۱۲۴: اوورتورِ تقدیسِ خانه (۱۸۲۲)

## موسیقی مجلسی

### تک‌نوازی

#### سونات‌های پیانو
- وو ۴۷: سه سونات پیانو به نام «سونات‌های امیرِ انتخاب‌گر» (به آلمانی: Kurfürstensonaten)[۲]‏ (۱۷۸۲–۱۷۸۳):

- شماره ۱: وو ۴۷، شمارهٔ ۱ در می بِمُل ماژور
- شماره ۲: وو ۴۷، شمارهٔ ۲ در فا مینور
- شماره ۳: وو ۴۷، شمارهٔ ۳ در رِ ماژور

- اپوس ۲: سه سونات پیانو (۱۷۹۵):

- شماره ۱: سونات پیانو شماره ۱ در فا مینور
- شماره ۲: سونات پیانو شماره ۲ در لا ماژور
- شماره ۳: سونات پیانو شماره ۳ در دو ماژور

- اپوس ۷: سونات پیانو شماره ۴ در می بِمُل ماژور (سونات بزرگ) (۱۷۹۶–۱۷۹۷)
- اپوس ۱۰: سه سونات پیانو (۱۷۹۸):

- شماره ۱: سونات پیانو شماره ۵ در دو مینور
- شماره ۲: سونات پیانو شماره ۶ در فا ماژور
- شماره ۳: سونات پیانو شماره ۷ در ر ماژور

- اپوس ۱۳: سونات پیانو شماره ۸ در دو مینور (حزن‌انگیز/ پاتِتیک) (۱۷۹۸)
- اپوس ۱۴: دو سونات پیانو (۱۷۹۹):

- شماره ۱: سونات پیانو شماره ۹ در می ماژور
- شماره ۲: سونات پیانو شماره ۱۰ در سُل ماژور (همچنین، تنظیم‌ده توسط آهنگساز برای کوارتت زهی در فا ماژور، هِس ۳۴، در ۱۸۰۱)

- اپوس ۲۲: سونات پیانو شماره ۱۱ در سی بِمُل ماژور (۱۸۰۲)
- اپوس ۲۶: سونات پیانو شماره ۱۲ در لا بِمُل ماژور (مارش تشییع جنازه) (۱۸۰۱)
- اپوس ۲۷: دو سونات به نام «[سونات‌های] تقریباً فانتزی» (۱۸۰۱):

- شماره ۱: سونات پیانو شماره ۱۳ در می بِمُل مینور
- شماره ۲: سونات پیانو شماره ۱۴ در دو دیِز مینور (مهتاب)

- اپوس ۲۸: سونات پیانو شماره ۱۵ در رِ ماژور (چوپانی/ شبانی/ پاستورال) (۱۸۰۱)
- اپوس ۳۱: سه سونات پیانو (۱۸۰۲):

- شماره ۱: سونات پیانو شماره ۱۶ در سُل ماژور
- شماره ۲: سونات پیانو شماره ۱۷ در رِ مینور (طوفان)
- شماره ۳: سونات پیانو شماره ۱۸ در می بِمُل ماژور (شکار)

- اپوس ۴۹: دو سونات پیانو به نام‌های «دو سونات آسان (سبک)» (میانهٔ ۱۷۹۵ و ۱۷۹۸):

- شماره ۱: سونات پیانو شماره ۱۹ در سُل مینور
- شماره ۲: سونات پیانو شماره ۲۰ در سُل ماژور

- اپوس ۵۳: سونات پیانو شماره ۲۱ در دو ماژور (والدشتاین) (۱۸۰۳)
- اپوس ۵۴: سونات پیانو شماره ۲۲ در فا ماژور (۱۸۰۴)
- اپوس ۵۷: سونات پیانو شماره ۲۳ در فا مینور (آپاسیوناتا) (۱۸۰۵)
- اپوس ۷۸: سونات پیانو شماره ۲۴ در فا دیِز ماژور (برای تِرِز) (۱۸۰۹)
- اپوس ۷۹: سونات پیانو شماره ۲۵ در سُل ماژور (۱۸۰۹)
- اپوس ۸۱-الف: سونات پیانو شماره ۲۶ در می بِمُل ماژور (وداع) (۱۸۱۰)
- اپوس ۹۰: سونات پیانو شماره ۲۷ در می مینور (۱۸۱۴)
- اپوس ۱۰۱: سونات پیانو شماره ۲۸ در لا ماژور (۱۸۱۶)
- اپوس ۱۰۶: سونات پیانو شماره ۲۹ در سی بِمُل ماژور (هامِرکلاویِر) (۱۸۱۹)
- اپوس ۱۰۹: سونات پیانو شماره ۳۰ در می ماژور (۱۸۲۰)
- اپوس ۱۱۰: سونات پیانو شماره ۳۱ در لا بِمُل ماژور (۱۸۲۱)
- اپوس ۱۱۱: سونات پیانو شماره ۳۲ در دو مینور (۱۸۲۲)

### دونوازی

#### سونات‌های ویولن
شامل ۱۰ سونات برای ویولن و پیانو:
- اپوس ۱۲٫۱: سونات ویولن شماره ۱
- اپوس ۱۲٫۲: سونات ویولن شماره ۲
- اپوس ۱۲٫۳: سونات ویولن شماره ۳
- اپوس ۲۳: سونات ویولن شماره ۴
- اپوس ۲۴: سونات ویولن شماره ۵ (بهار)
- اپوس ۳۰٫۱: سونات ویولن شماره ۶
- اپوس ۳۰٫۲: سونات ویولن شماره ۷
- اپوس ۳۰٫۳: سونات ویولن شماره ۸
- اپوس ۴۷: سونات ویولن شماره ۹ (کرویتزِر)
- اپوس ۹۶: سونات ویولن شماره ۱۰

#### سونات‌های ویولنسل
شامل ۵ سونات برای ویولن و پیانو:
- اپوس ۵٫۱: سونات ویولنسل شمارهٔ ۱
- اپوس ۵٫۲: سونات ویولنسل شماره ۲
- اپوس ۶۹: سونات ویولنسل شماره ۳
- اپوس ۱۰۲٫۱: سونات ویولنسل شماره ۴
- اپوس ۱۰۲٫۲: سونات ویولنسل شماره ۵

#### سونات هورن
- اپوس ۱۷: سونات هورن در فا ماژور

#### سونات فلوت
- سونات فلوت در سی بِمُل ماژور (پیوستِ ۴) (مشکوک)

### کوارتت‌ها

#### کوارتت‌های زهی

##### دورهٔ آغازین (۱۷۹۸–۱۸۰۰)
- کوارتت زهی شماره ۱
- کوارتت زهی شماره ۲
- کوارتت زهی شماره ۳
- کوارتت زهی شماره ۴
- کوارتت زهی شماره ۵
- کوارتت زهی شماره ۶

##### دورهٔ میانی (۱۸۰۸–۱۸۱۰)
کوارتت‌های رازوموفسکی:
- اپوس ۵۹٫۱: کوارتت زهی شماره ۷
- اپوس ۵۹٫۲: کوارتت زهی شماره ۸
- اپوس ۵۹٫۳: کوارتت زهی شماره ۹

دیگر کوارتت‌های دورهٔ میانی:
- اپوس ۷۴: کوارتت زهی شماره ۱۰ (هارپ))
- اپوس ۹۵: کوارتت زهی شماره ۱۱ (سِریوزو/ جدّی)

##### دورهٔ پایانی (۱۸۲۵–۱۸۲۶)
- اپوس ۱۲۷: کوارتت زهی شماره ۱۲
- اپوس ۱۳۰: کوارتت زهی شماره ۱۳
- اپوس ۱۳۱: کوارتت زهی شماره ۱۴
- اپوس ۱۳۲: کوارتت زهی شماره ۱۵
- اپوس ۱۳۳: فوگ بزرگ
- اپوس ۱۳۵: کوارتت زهی شماره ۱۶

#### کوارتت‌های پیانو
- وو ۳۶٫۱: کوارتت پیانو شماره ۱ در می بمل ماژور (۱۷۸۵)
- وو ۳۶٫۲: کوارتت پیانو شماره ۲ در رِ ماژور (۱۷۸۵)
- وو ۳۶٫۳: کوارتت پیانو شماره ۳
- اپوس ۱۶-ب: کوارتت پیانو در می بمل ماژور (۱۷۹۷) (تنظیمی از کوئینتت برای پیانو و سازهای بادی، اپوس ۱۶)